# Calciumcarbid-Fabrik

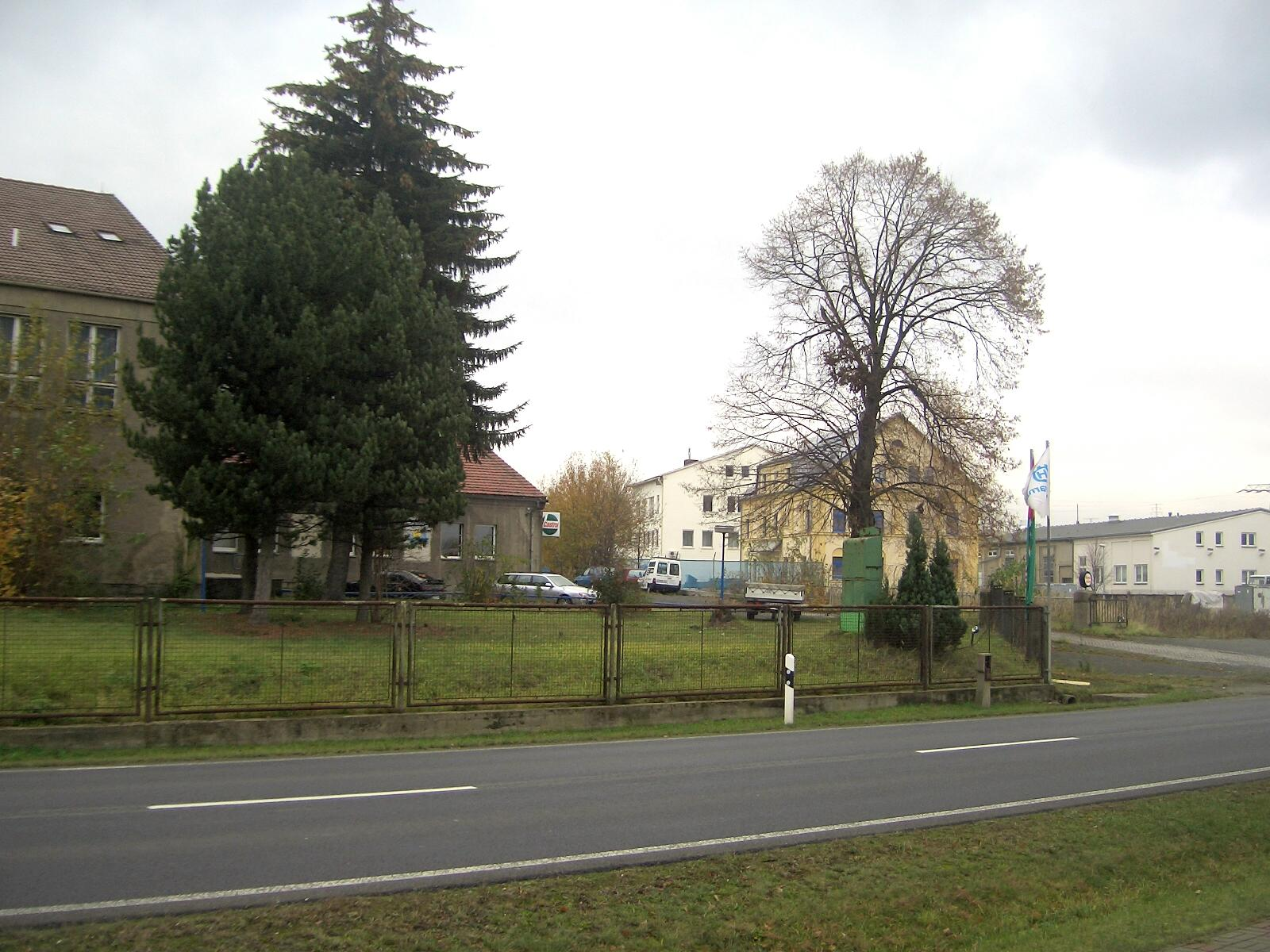
Gewerbegebiet auf dem Gelände der ehemaligen Ferrolegierung

Die Calciumcarbid-Fabrik in Hirschfelde bei Zittau war eine Produktionsanlage der chemischen Industrie.
Die Calciumcarbid-Fabrik in Hirschfelde wurde 1917 für die Zwecke der Kriegsrüstung als Zweigwerk der Chemischen Fabrik v. Heyden (mit Sitz in Radebeul) errichtet. 1918 produzierten 120 Beschäftigte täglich 20 Tonnen Calciumcarbid. Nach dem Ende des Ersten Weltkriegs wurde das Werk zunächst stillgelegt. 1924 gründeten die Chemische Fabrik v. Heyden und die in Dresden ansässige Elektra AG das Unternehmen Elektrochemische Gesellschaft m.b.H., das die Anlage in Hirschfelde pachtete und im selben Jahr mit 65 Beschäftigten die Produktion von Calciumcarbid wieder aufnahm.
Eine Erweiterung des Produktionsprogramms erfolgte 1926, indem Erzeugungsanlagen für Sauerstoff und Acetylen errichtet wurden. Bis 1929 wuchs die Beschäftigtenzahl auf 105 an. Im Zuge der verdeckten Aufrüstung im Nationalsozialismus wurde 1934 ein Schmelzofen für die Herstellung von Ferrolegierungen errichtet, der 1936 den Betrieb aufnahm. Damit erfolgte in Hirschfelde erstmals die Herstellung von Ferrosilizium. Bedingt durch den steigenden Bedarf an legiertem Stahl wurde 1939 ein weiterer Ofen errichtet. Um 1944 erzeugten etwa 350 Personen täglich 25 Tonnen Calciumcarbid und 35 Tonnen Ferrosilizium.
Die Gesellschafter der Elektrochemischen Gesellschaft m.b.H. wurden nach dem Volksentscheid vom 30. Juni 1946 enteignet, ab Oktober 1952 firmierte das Werk als VEB Elektrochemie Hirschfelde mit 500 Beschäftigten. Nach einer weiteren Steigerung der Karbid-Produktion in den 1950er Jahren erfolgte von 1962 bis März 1968 schrittweise die Stilllegung. 1965 wurde der Betrieb aus der VVB Elektrochemie und Plaste Halle (Saale) herausgelöst und in die VVB Eisenerz-Roheisen Saalfeld eingegliedert. Am 31. Dezember 1969 endete die Acetylenerzeugung. Ab 1970 erfolgte eine Umstrukturierung des Betriebs, wobei neben der Herstellung technischer Gase (Sauerstoff, Stickstoff) der Schwerpunkt bei der Produktion von Ferrolegierungen lag. Die Bezeichnung des Betriebs war ab dem Zeitpunkt VEB Ferrolegierungswerk Hirschfelde, als Zweigbetrieb des VEB Ferrolegierungswerk Lippendorf.
Am 29. Februar 1992 erfolgten die Einstellung des Schmelzbetriebs und damit die Schließung des Betriebs. Der Abbruch der Produktionsanlagen und des überwiegenden Teils der Gebäude fand von 1992 bis 1995 statt. Heute befindet sich ein Gewerbegebiet auf dem Gelände.